# Libero Molinis
Libero Molinis (Udine, 25 marzo 1907 – ...) è stato un calciatore italiano, di ruolo centrocampista.

## Palmarès

### Club

#### Competizioni nazionali
- Prima Divisione: 1

Taranto: 1934-1935